# PZInż 403 Lux-Sport
PZInż 403 Lux-Sport – polski prototyp samochodu osobowego opracowany i zbudowany w 1936 roku w Państwowych Zakładach Inżynierii w Warszawie.

## Historia

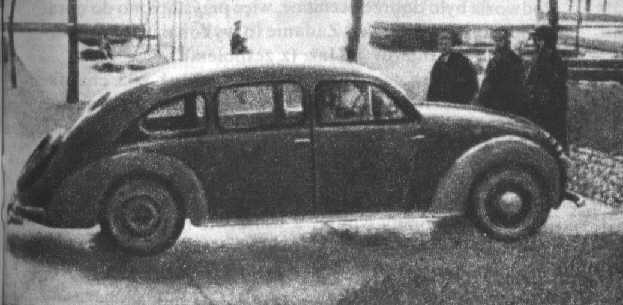
PZInż 403 Lux-Sport

Zamówienie na opracowanie pojazdu zostało złożone w Państwowych Zakładach Inżynierii przez Kierownictwo Zaopatrzenia Broni Pancernych w marcu 1935 roku z pierwotnym przeznaczeniem na reprezentacyjny samochód dla generalicji. Miał on zastąpić flotę użytkowanych dotychczas pojazdów zagranicznych. Pierwsze wojskowe zamówienie opiewało na „30 karet siedmioosobowych” w cenie zakupu 24 tys. zł za egzemplarz. Początkowo planowano zastosować silnik używany w wojskowych ciężarówkach Polski Fiat 621 oraz częściową unifikację z montowanym podówczas w PZInż. osobowym Fiat 524, jednak wskutek zakończenia przez fabrykę w Turynie produkcji, podjęto decyzję o całkowitym przeprojektowaniu Luxa. Kierujący Biurem Studiów PZInż. Zygmunt Okołów powołał do tego zadania zespół młodych inżynierów, dysponując budżetem 504 tys. zł (stanowiącym 100% zaliczkę zleceniodawcy na poczet opracowania i dostawy pierwszej partii pojazdów) przystąpił do konstruowania limuzyny o oznaczeniu PZInż 403 i nazwie Lux-Sport lub LS. Założeniami ogólnymi było dorównanie liderom światowej motoryzacji w segmencie pojazdów, gdzie znaczenie miała nie cena, lecz doskonałość techniczna, prestiż, elegancja i komfort podróży.
Przedprototyp zgodnie z harmonogramem miał być gotowy na wiosnę 1936 roku, w tym terminie wykonano podwozie i prowizoryczne nadwozie, w miejsce wymagającego dopracowania silnika V8 zainstalowano sportowy silnik Fiata 122S i przystąpiono do testów. Drugie podwozie dla celów wystawowych skompletowano we wrześniu 1936 r. i wyeksponowano na Wystawie Przemysłu Mechanicznego i Elektrycznego w Warszawie.
Od października 1936 roku auto testowano już z właściwym silnikiem, przejeżdżając bezusterkowo 30 tys. km. Kierowcy podkreślali wysokie parametry eksploatacyjne pojazdu i twierdząc, że samochód jest udany pod każdym względem. Entuzjazm pierwszych kierowców samochodu Lux-Sport oddaje fragment relacji redaktora przedwojennego „Auta”, Tadeusza Grabowskiego:

Siadam za kierownicą w towarzystwie inżynierów z PZInż. i wyjeżdżam na szosę. Uderza mnie przede wszystkim łatwość prowadzenia: sprzęgła używa się tylko przy ruszaniu z miejsca, a potem przełącza się biegi za pomocą dźwigni pod kierownicą, bez użycia jakichkolwiek innych organów. Można je przełączać bez gazu, z gazem, szybko lub powoli - skrzynka biegów elektryczna Cotala działa zupełnie samoczynnie i nie pozwala na omyłkę. [...] Jedziemy dalej. Próbuję skrętów. Wóz posłusznie wpisuje się w każdy łuk, nie pochyla się na boki i nie zdradza tendencji do zarzucania. Szybko wydostajemy się za miasto i zwiększamy tempo. Maszyna prowadzi się bardzo spokojnie, trzyma się doskonale drogi. [...] Dodaję nagle gazu: wóz jak z procy wyskakuje naprzód, natychmiast osiągając 118 km/h. Nie czuje się jednak tej szybkości. Zwalniam i znów naciskam pedał gazu. Zauważam, że samochód, w przeciwieństwie do wozów karosowanych normalnie, nie napotyka dużego oporu powietrza. Wrażenie jest takie, że przejście ze 100 na 120 km/h jest równie łatwe jak z 40 na 60. [...] Jedziemy dalej, widzę odcinający się wyraźnie pas bruku z kamienia polnego. Zwalniam przewidująco do czterdziestki i wjeżdżam na wyboje, spodziewając się silnego rzucania, jak w przeciętnych samochodach. Jestem mile rozczarowany, wóz niesie doskonale. [...] Zwiększam więc szybkość, najpierw powoli i ostrożnie, a potem już śmielej. Noszenie nie zmienia się ani na jotę. Wobec tego dodaję gazu i po chwili już ciągnę setkę. [...] Tylko lekkie kołysanie świadczy o wyjątkowo złej drodze. Muszę stwierdzić, że rzadko spotykałem samochody o tak wspaniałym noszeniu. "L-S" po prostu nie odczuwa zupełnie dziur w szosie i nie wymaga zmniejszenia na nich szybkości.

Mimo tak obiecującej konstrukcji, wojsko już w lutym 1936 roku zredukowało zamówienie z 30 do 21 egzemplarzy, a rok później wskutek łatwego dostępu do tańszych samochodów zagranicznych marek montowanych w kraju straciło zainteresowanie projektem. Było to związane ze, słuszną skądinąd, decyzją wiceministra komunikacji Juliana Piaseckiego, który ułatwił tworzenie licznych montowni w Polsce, co pozbawiło FIATa pozycji monopolisty, spowodowało znaczne zwiększenie podaży i obniżenie cen samochodów. Samochody montowane w Polsce traktowane były jako wyrób krajowy, co związane było ze zwrotem podatku przy zakupie. Montownie oferowały gotowe pojazdy znanych światowych marek od tanich modeli do luksusowych limuzyn, ciężarówek i autobusów, a bezpośredni konkurent Lux-Sport, Buick 90 (montaż ruszył na przełomie 1937/38), choć nie miał tak awangardowych rozwiązań, spełniał ze swoim 140-konnym silnikiem V8 wszystkie kryteria luksusowej limuzyny i kosztował 13 900 zł (22 000 w wersji 7-osobowej). PZInż. tymczasem, obarczone wysokimi kosztami wdrażania produkcji, musiałyby oferować początkowo swój wyrób w cenie przynajmniej 40 000 zł za sztukę.
W połowie 1937 roku trwały przygotowywania do uruchomienia próbnej partii produkcyjnej 50 samochodów, jednak powołana na wniosek Dowództwa Wojsk Pancernych komisja kontrolująca wydatki na program - motywując względami ekonomicznymi - nakazała wstrzymanie prac. Było to łatwe do uzasadnienia, bowiem na etapie projektowania i testowania prototypów, a następnie przy wytwarzaniu pierwszych partii każdego wyrobu ponosi się najwyższe koszty w przeliczeniu na egzemplarz. Dyrekcja PZInż. wymogła jedynie pozwolenie na dokończenie prac nad prototypem. Przejechał on przeszło 100 000 km, w dużej mierze po złej jakości szutrowych drogach.
Ogółem wyprodukowano jeden jeżdżący prototyp, jedno podwozie wystawowe oraz najwyżej 10 silników. Zgromadzone w PZInż. elementy umożliwiały po doinwestowaniu kwotą 130 tys. zł brakujących części na skompletowanie jeszcze dwu podwozi i trzech silników. Całkowity koszt do czasu wstrzymania prac wyniósł 950 tys. zł. 
Równolegle (grudzień 1935) z pracami nad Lux-Sportem minister spraw wojskowych złożył zamówienie na zakup licencji i produkcję (dotąd tylko montowanych) w PZInż. 400 egzemplarzy Fiata 518 już 1936 r. Wraz z zakupem licencji kosztowało to przeszło 1 mln zł.
Rozpoczęcie produkcji seryjnej zaplanowano na początek lat 40., jednak ze względu na wybuch II wojny światowej plany te zostały przekreślone.

### Losy po wybuchu II wojny światowej

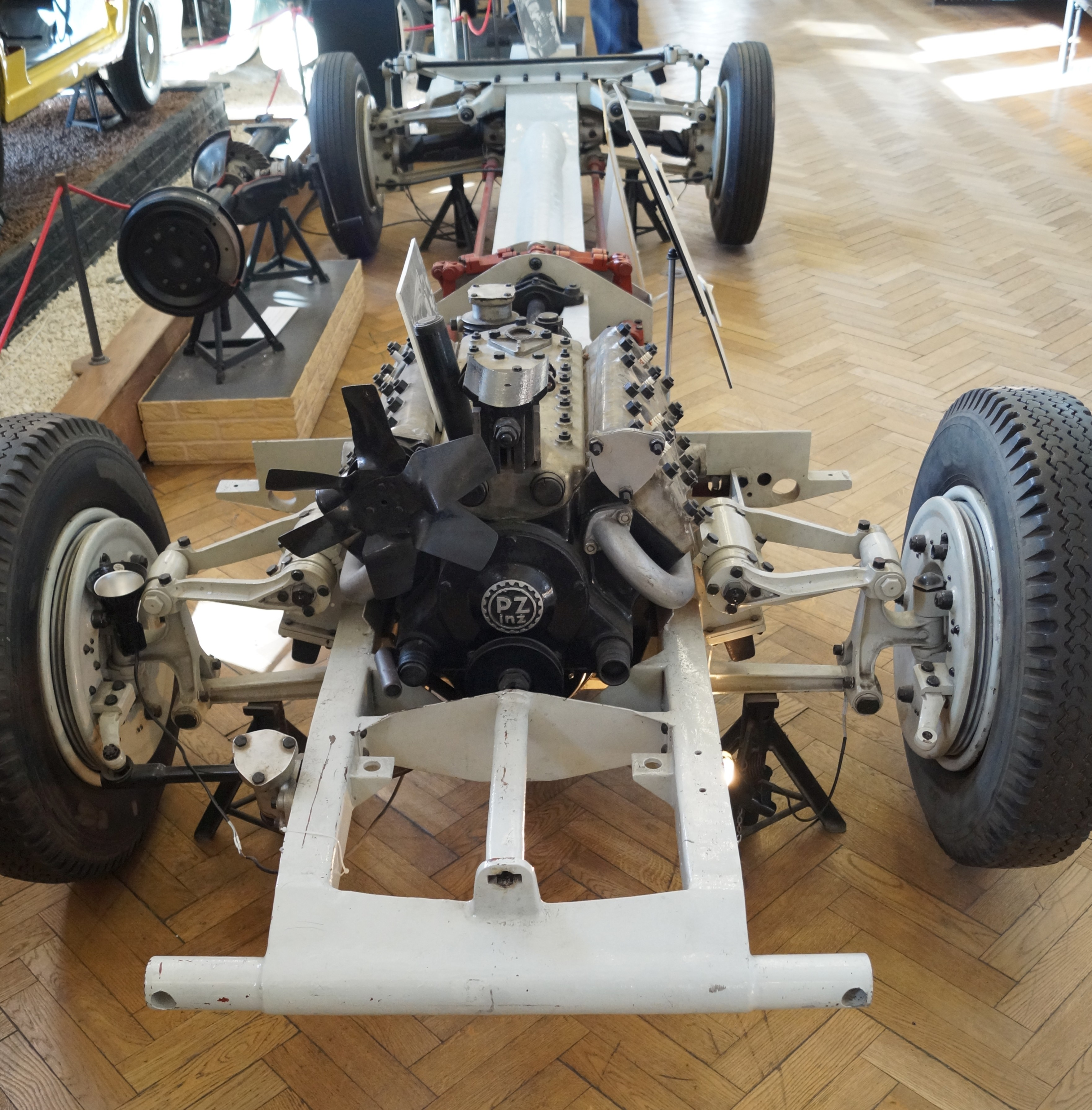
Podwozie PZInż 403 Lux-Sport w Muzeum Nauki i Techniki w Warszawie

Według informacji inż. Rummla prototyp LS spłonął w garażu PZInż. w czasie nalotu niemieckiego we wrześniu 1939 roku. Ocalały dwa kompletne silniki, zamienione równoważną masą złomu przez dwóch polskich właścicieli cegielni, którzy zamierzali je wykorzystać. Ewakuowana na wschód dokumentacja zaginęła. 
Po wojnie inż. Rummel, będący wówczas kierownikiem nowo utworzonego Zakładu Doświadczalnego Przemysłu Motoryzacyjnego w Ursusie, przypadkiem natknął się na złomowisku w Ursusie na podwozie wystawowe LS-a, które zabezpieczył. Po przekazaniu do Muzeum Techniki w Warszawie, jako kłopotliwy eksponat będący pamiątką czasów niekomunistycznych znalazł się nie na ekspozycji, lecz w magazynie. W 1978 tropiący losy samochodu CWS T-1 artysta i kolekcjoner Stanisław Koźmic natrafił na podwozie oraz odnalazł dwa silniki, znajdujące się na terenie cegielni w Brwinowie. Podwozie znajduje się do dziś w Narodowym Muzeum Techniki w Warszawie.
Samochód Lux-Sport znalazł się w 1987 roku na polskim znaczku pocztowym.
W 2019 roku firma modelarska Autocult wylansowała limitowaną serię 333 sztuk rekonstrukcji pojazdu w skali 1:43 pod nazwą "PZInz 403 Lux Sport".

## Konstrukcja
Założenia konstrukcyjne opracował mgr inż. Kazimierz Studziński. Autorem nadwozia był absolwent francuskich uczelni inż. Stanisław Panczakiewicz, powojenny twórca m.in. nadwozi Syreny, Stara 20 i autobusu Star N52. Nadwozie zaprojektowano w stylu streamline - najnowszym podówczas trendzie stylistycznym wykorzystującym linie zaokrąglone i płynne, wywodzącym się z USA. Czterodrzwiowy samochód miał nowoczesny wygląd: przednie reflektory wbudowane w błotniki, kierunkowskazy migowe, ukryte koło zapasowe, linia pozbawiona była jednak ekstrawaganckich akcentów. Nadwozie z wbudowanymi reflektorami było nowatorskie, jedno z najwcześniejszych na świecie (wcześniejsze modele, które miały reflektory wbudowane w karoserię to:Chrysler Airflow z 1934 r., jeden z prototypów Tatry 77 i Porsche typ 32 z 1933). 

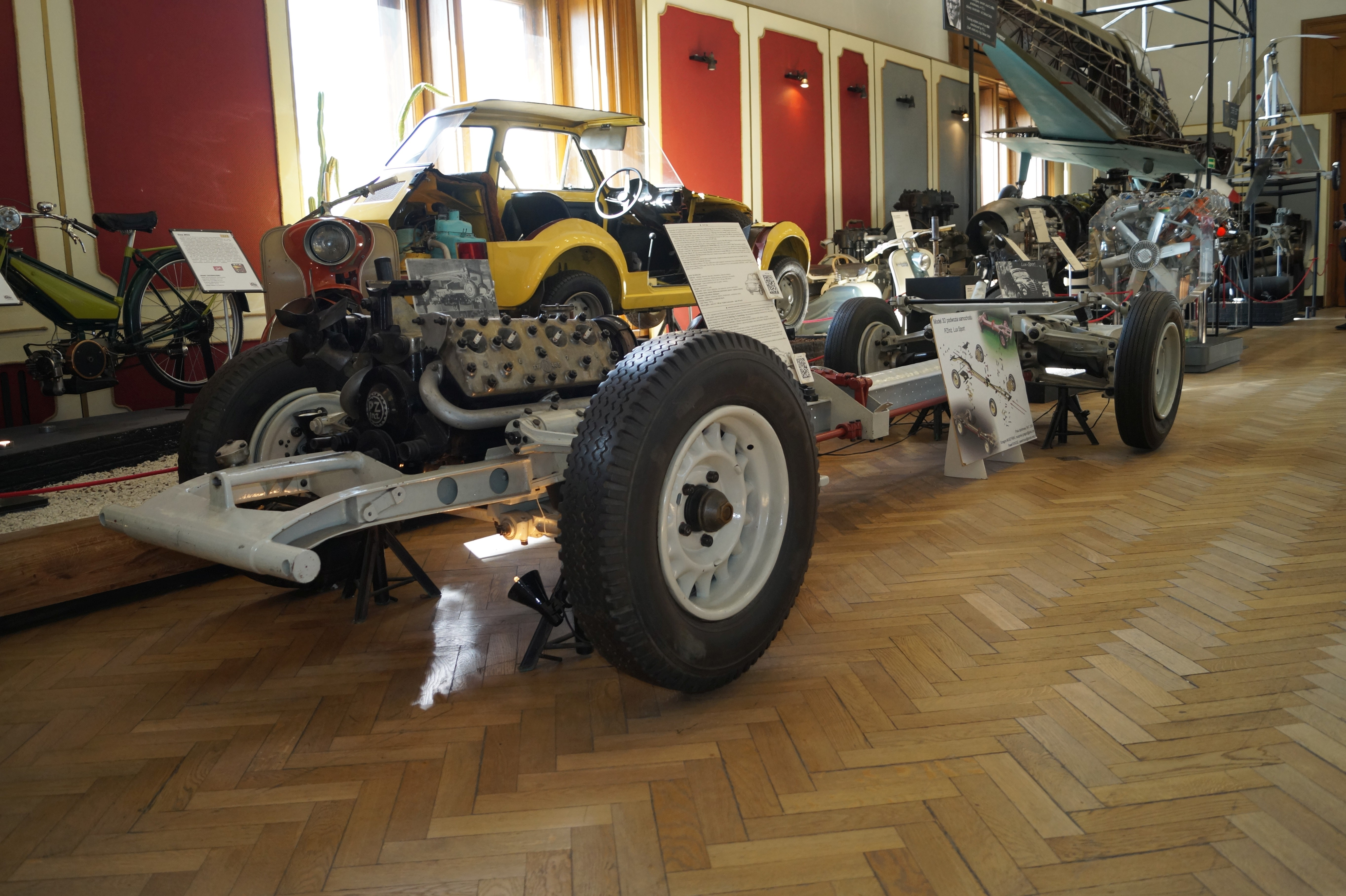
Rama PZInż 403 Lux-Sport w Muzeum Nauki i Techniki w Warszawie

Wnętrze zaprojektowano jako 5- lub 7-osobowe (ze strapontenami). Oparcia przednich foteli od strony pasażerów miały pokrętła do regulacji radioodbiornika, popielniczkę i zegar, dostęp do bagażnika był możliwy zarówno z zewnątrz, jak i od środka pojazdu.
Aerodynamiczna sylwetka sprzyjała dobrym osiągom. Silnik o pojemności skokowej 3888 cm³ miał moc 97 KM przy 3600 obr./min, dając prędkość maksymalną 135 km/h przy zużyciu benzyny 16 l/100 km. Napęd przenoszony był za pośrednictwem czterobiegowej, półautomatycznej, elektromagnetycznie sterowanej skrzyni biegów produkcji zakładów Cotal. Użycie sprzęgła było potrzebne tylko przy ruszaniu z miejsca, pozostałe biegi przełączało się dźwignią przy kierownicy. Podwozie, oparte na solidnej centralnej ramie z dwóch podłużnic, kryjącej wał, przewody paliwowe i hamulcowe, projektowali inż. inż. Mieczysław Dębicki i Jerzy Dowkontt, do których później dołączył inż. Aleksander Rummel, który także dokonywał próbnych jazd. Rama rozwidlała się z przodu, tworząc miejsce na blok silnika. Resorowanie odbywało się za pomocą drążków skrętnych, zamocowane podłużnie w połowie samochodu, w czasie jazdy z fotela kierowcy można było regulować prześwit od 180 do 230 mm oraz sztywność amortyzatorów. Auto miało całkowicie niezależne zawieszenie na podwójnych wahaczach poprzecznych, identycznych dla czterech kół. Komfort jazdy podnosiło zastosowanie hydraulicznych amortyzatorów podwójnego działania, stabilizatorów, a także szerokiego, niskociśnieniowego ogumienia z poznańskiego „Stomilu”.
Rozwiązaniem ułatwiającym obsługę samochodu było zastosowanie gumowych elementów podwozia, minimalizujących konieczność smarowania. Do innowacyjnych rozwiązań należały samoczyszczący filtr oleju, pneumatycznie napędzane wycieraczki i podciśnieniowa regulacja zapłonu. Samochód wyposażony był w hydrauliczne hamulce bębnowe.

## Silnik

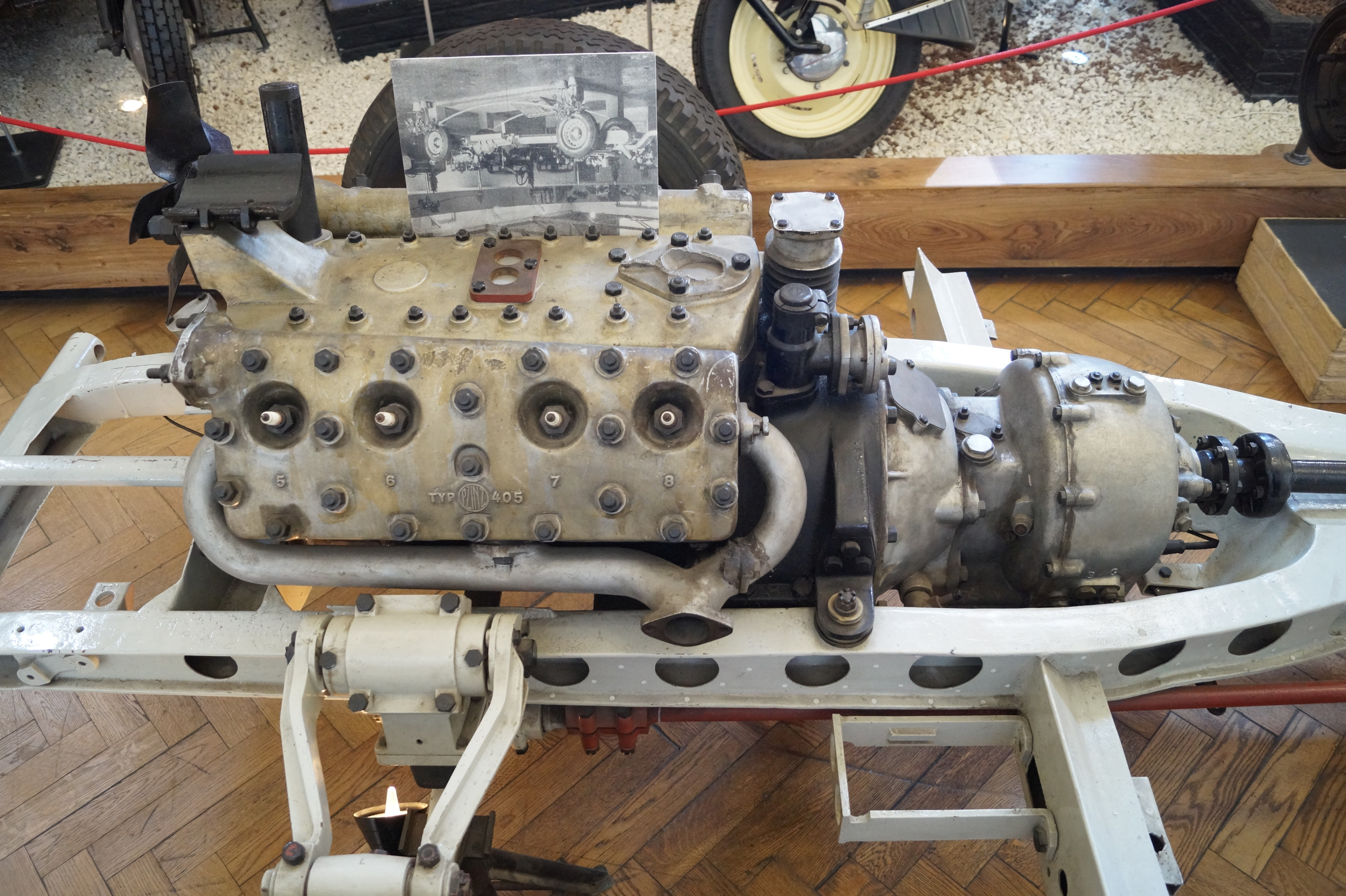
Silnik i skrzynia biegów PZInż 403 Lux-Sport

Jednostka napędowa V8 inżynierów Wernera i Dowkontta o znaku PZInż. 405 była tak zaprojektowana, by móc napędzać zarówno limuzynę, jak i po niewielkiej modyfikacji (PZInż 425) lekki czołg pływający PZInż 130. Później zastosowano ten silnik również w lekkim czołgu 4TP. W silniku użyto łożyskowania korbowodów ślizgowymi panewkami pływającymi - na czopie wału korbowego umieszczono dodatkowy pierścień, uzyskując zmniejszenie prędkości względnych współpracujących ze sobą czopa i panewki. Była to niespotykana w innych konstrukcjach innowacja - z uwagi na nietypową dynamikę i zaawansowaną technologię wytwarzanie takich łożysk opanowano dopiero w latach 70., znajdując zastosowanie głównie w wysokoobrotowych łożyskach silników turbosprężarek lotniczych.